# Guy Vidal
Guy Vidal (* 8. Juni 1939 in Marseille; † 4. Oktober 2002)
war ein französischer Comicautor.

## Werdegang
Guy Vidal begann seine journalistische Tätigkeit mit gerade mal siebzehn Jahren. Er trat in Pilote ein, wo 1965 seine erste Kurzgeschichte und 1969 seine erste Serie erschien. Er folgte René Goscinny als Chefredakteur nach. Er arbeitete mehrmals mit Antonio Parras und Florenci Clavé zusammen. Später ging Guy Vidal zu Dargaud und Les Humanoïdes Associés. Eine albenlange Geschichte entstand für Lucky Luke. Weitere Arbeiten erschienen unter dem Pseudonym Claude Guylouis. Nach dem Tod von Jean-Michel Charlier führte er die Westernserie Die Gringos mit der Fertigstellung einer unterbrochenen Episode fort.

## Werke
- 1969: Ian McDonald
- 1974: Ned Kelly
- 1977: Die Unschuldigen von El’Oro[4]
- 1979: L’île aux chiens
- 1981: Morceaux choisi de... Ve
- 1981: Tu n’es pas le bon dieu petit chinois
- 1982: Une éducation algérienne
- 1983: Charlie and boys
- 1983: Plus con on tue!
- 1985: Lucky Luke
- 1985: Sang d’Arménie
- 1985: Un malaise passager
- 1987: Tout le monde aime le printemps
- 1988: Médecins sans frontières
- 1992: Die Gringos
- 1993: Passé simple